# Camponotus crawleyi
Camponotus crawleyi é uma espécie de inseto do gênero Camponotus, pertencente à família Formicidae.